# كمرر
كمرر (وايومنغ) (بالإنجليزية: Kemmerer, Wyoming)‏ هي مدينة تقع في الولايات المتحدة في مقاطعة لينكون، وايومنغ. يقدر عدد سكانها بـ 2,656 نسمة ومساحتها 20.23 كم2 وترتفع عن سطح البحر 2,118 متر.

## التركيبة السكانية
قام مكتب تعداد الولايات المتحدة بتحديد بيانات التركيبة السكانية لكمررفي تعداد الولايات المتحدة. في ما يلي، التركيبة السكانية حسب تعدادي 2000 و2010.

### تعداد عام 2000
بلغ عدد سكان كمرر 2,651 نسمة بحسب تعداد عام 2000، وبلغ عدد الأسر 1,034 أسرة وعدد العائلات 695 عائلة مقيمة في المدينة. في حين سجلت الكثافة السكانية 359.7 نسمة لكل ميل مربع (138.9/كم2). وبلغ عدد الوحدات السكنية 1,208 وحدة بمتوسط كثافة قدره 163.9 نسمة لكل ميل مربع (63.3/كم2).
وتوزع التركيب العرقي للمدينة بنسبة 96.72% من البيض و 0.49% من الأمريكيين الأصليين و 0.60% من الأمريكيين ذوي الأصول الآسيوية و 0.04% من سكان جزر المحيط الهادئ و 0.11% من الأمريكيين الأفارقة و 0.87% من عرقين مختلطين أو أكثر.
بلغ عدد الأسر 1,034 أسرة كانت نسبة 34.1% منها لديها أطفال تحت سن الثامنة عشر تعيش معهم، وبلغت نسبة الأزواج القاطنين مع بعضهم البعض 58.3% من أصل المجموع الكلي للأسر، ونسبة 4.9% من الأسر كان لديها معيلات من الإناث دون وجود شريك، وكانت نسبة 32.7% من غير العائلات. تألفت نسبة 28.6% من أصل جميع الأسر من أفراد ونسبة 10.3% كانوا يعيش معهم شخص وحيد يبلغ من العمر 65 عاماً فما فوق. وبلغ متوسط حجم الأسرة المعيشية 3.13، أما متوسط حجم العائلات فبلغ 2.53.
بلغ العمر الوسطي للسكان 38 عاماً. وكانت نسبة 28.4% من القاطنين تحت سن الثامنة عشر، وكانت نسبة 7.1% بين الثامنة عشر والأربعة وعشرون عاماً، ونسبة 28.0% كانت واقعةً في الفئة العمرية ما بين الخامسة والعشرون حتى والأربعة وأربعون عاماً، ونسبة 25.7% كانت ما بين الخامسة والأربعون حتى الرابعة والستون، ونسبة 10.8% كانت ضمن فئة الخامسة والستون عاماً فما فوق. يوجد لكل 100 أنثى 103.9 ذكر، ويوجد لكل 100 أنثى في الثامنة عشر من عمرها فما فوق 102.0 ذكر.
بلغ متوسط دخل الأسرة في المدينة 47,353 دولار، أما متوسط دخل العائلة فبلغ 55,529 دولار. وكان متوسط دخل الذكور 45,921 دولار مقابل 23,382 دولار للإناث. وسجل دخل الفرد الخاص بالمدينة 21,478 دولار. وكانت نسبة 5.1% من العائلات ونسبة 6.6% من السكان تحت خط الفقر،

### تعداد عام 2010
بلغ عدد سكان كمرر 2,656 نسمة بحسب تعداد عام 2010، وبلغ عدد الأسر 1,078 أسرة وعدد العائلات 704 عائلة مقيمة في المدينة. في حين سجلت الكثافة السكانية 340.5 نسمة لكل ميل مربع (131.5/كم2). وبلغ عدد الوحدات السكنية 1,265 وحدة بمتوسط كثافة قدره 162.2 لكل ميل مربع (62.6/كم2).
وتوزع التركيب العرقي للمدينة بنسبة 93.2% من البيض و 1.2% من الأمريكيين الأصليين و 0.4% من الأمريكيين ذوي الأصول الآسيوية و 0.2% من الأمريكيين الأفارقة و 1.0% من عرقين مختلطين أو أكثر.
بلغ عدد الأسر 1,078 أسرة كانت نسبة 30.7% منها لديها أطفال تحت سن الثامنة عشر تعيش معهم، وبلغت نسبة الأزواج القاطنين مع بعضهم البعض 57.7% من أصل المجموع الكلي للأسر، ونسبة 4.2% من الأسر كان لديها معيلات من الإناث دون وجود شريك، بينما كانت نسبة 3.4% من الأسر لديها معيلون من الذكور دون وجود شريكة وكانت نسبة 34.7% من غير العائلات. تألفت نسبة 29.0% من أصل جميع الأسر من أفراد ونسبة 8.8% كانوا يعيش معهم شخص وحيد يبلغ من العمر 65 عاماً فما فوق. وبلغ متوسط حجم الأسرة المعيشية 3.03، أما متوسط حجم العائلات فبلغ 2.42.
بلغ العمر الوسطي للسكان 38.2 عاماً. وكانت نسبة 24.5% من القاطنين تحت سن الثامنة عشر، وكانت نسبة 7.6% بين الثامنة عشر والأربعة وعشرون عاماً، ونسبة 26% كانت واقعةً في الفئة العمرية ما بين الخامسة والعشرون حتى والأربعة وأربعون عاماً، ونسبة 30.4% كانت ما بين الخامسة والأربعون حتى الرابعة والستون، ونسبة 11.4% كانت ضمن فئة الخامسة والستون عاماً فما فوق. وتوزع التركيب الجنسي للسكان بنسبة 52.2% ذكور و47.8% إناث.